# Seán Patrick O'Malley
Seán Patrick kardinál O'Malley (29. června 1944, Lakewood, Ohio, USA) je americký římskokatolický kněz z řádu kapucínů, arcibiskup Bostonu, kardinál.

## Život

### Kněz
Vstoupil do řádu kapucínů a řeholní sliby složil 14. července 1965. Studoval ve Washingtonu, D. C. v řádovém kolegiu (Capuchin College) a studia dokončil na škole St. Fidelis. Získal doktorát ze španělské a portugalské literatury. Kněžské svěcení přijal 29. srpna 1970. V letech 1969 až 1973 přednášel na Americké Katolické univerzitě (The Catholic University of America) ve Washingtonu. Později působil jako duchovní v komunitě tzv. Latinos, tedy osob mluvících španělsky a portugalsky, taktéž ve Washingtonu a okolí.

### Biskup
V červnu 1984 byl jmenován biskupem koadjutorem na Panenských ostrovech, biskupské svěcení přijal 2. srpna téhož roku. Řízení diecéze převzal v říjnu 1985 poté, co sídelní biskup odešel na odpočinek. V červnu 1992 byl jmenován biskupem diecéze Fall River, v září 2002 se stal biskupem v Palm Beach. O necelý rok později, v červenci 2003, nahradil kardinála Bernarda Lawa v čele arcidiecéze Boston.

### Kardinál
V únoru 2006 ohlásil papež Benedikt XVI. jeho kardinálskou nominaci, kardinálské insignie převzal na konzistoři 24. března téhož roku. Od září 2006 začal jako jeden z mála kardinálů provozovat svůj blog, na kterém jednou týdně komentuje události v životě katolické církve v USA i ve světě.
Dne 13. dubna 2013 bylo ve Vatikánu oznámeno, že papež František ustanovil nový poradní sbor osmi kardinálů, který mu má pomoci při vypracování reformy vatikánské kurie. Jedním z členů této pracovní skupiny se stal i kardinál O'Malley.
V březnu 2014 ho papež František jmenoval členem nově vzniklé komise pro ochranu nezletilých. Ta se má zabývat např. oblastí výchovy, která má předejít zneužívání dětí, trestními postupy v oblasti zločinů páchaných na dětech, civilními i kanonickými povinnosti nebo rozvíjením „dobré praxe“, která se na celospolečenské úrovni osvědčila.  Dne 10. září téhož roku byl jmenován předsedou této komise.

## Vyznamenání
- komtur Řádu prince Jindřicha – Portugalsko, 7. února 1985[4]
- velkokříž Řádu prince Jindřicha – Portugalsko, 28. června 2016[4]